# Le Retour de Toby la tortue
Pour plus de détails, voir Fiche technique et Distribution.
Le Retour de Toby la tortue (Toby Tortoise Returns) est un court métrage d'animation américain de la série des Silly Symphonies, réalisé par Wilfred Jackson, produit par Walt Disney pour United Artists, et sorti le 22 août 1936. Ce film se base sur une histoire de Ward Kimball qui fait suite au Lièvre et la Tortue (1935) aussi réalisé par Wilfred Jackson et inspiré de la fable homonyme de Jean de La Fontaine.

## Synopsis
Le lièvre Max Hare et la tortue Toby Tortoise se retrouvent à nouveau face à face mais cette fois dans un combat de boxe. Max est certain de gagner en frappant de nombreuses fois Toby tout en tournant en permanence autour de son adversaire. Mais la tortue reçoit les encouragements de Jenny Wren. Cela le transforme en une fusée qui dans un feu d'artifice vainc Max.

## Fiche technique
- Titre original : Toby Tortoise Returns
- Autres titres[1] :
  -  Allemagne : Die Drei kleinen Wölfe
  -  France : Le Retour de Toby la tortue
  -  Suède : Tre små vargar
- Série : Silly Symphonies
- Réalisateur : Wilfred Jackson assisté de Graham Heid[2]
- Scénario[2]: Bill Cottrell, Joe Grant, Bob Kuwahara d'après une histoire de Ward Kimball
- Animateurs[2] :
  - Animation des personnages : Milt Kahl, Ward Kimball, Izzy Klein, Dick Lundy, Rollin Hamilton, Marvin Woodward, Bob Stokes, Dick Huemer, Jack Hannah
  - Effets d'animation : Frank Oreb, George Rowley, John Drum
- Producteur : Walt Disney
- Distributeur : United Artists
- Date de sortie : 22 août 1936[1],[3]
- Autres Dates[2] :
  - Annoncée : 22 août 1936
  - Dépôt de copyright : 29 juillet 1936
  - Première à Los Angeles : 23 septembre 1936 au Grauman's Chinese Theatre et Loew's Stare en première partie de Ramona de Henry King
  - Première à New York : du 1 au 7 octobre 1936 au Radio City Music Hall en première partie de Craig's Wife de Dorothy Arzner
- Format d'image : couleur (Technicolor[1])
- Son : Mono (RCA Sound System[1])
- Musique[2] : Leigh Harline
  - Extrait de Slow But Sure (1934) de Frank Churchill, thème du Lièvre et la Tortue de 1935.
  - Extrait de Jarabe tapatío (Mexican Hat Dance, 1919) de F.A. Partichela
  - Extrait de Hootchy Kootchy Dance (1893) de Sol Bloom
  - Extrait de Fankie and Johnny (traditionnel, 1870-1875)
  - Extrait de You Never Touched Me (trad)
  - Extrait de Stars and Stripes Forever (1897) de John Philip Sousa
- Durée : 7 min 28 s
- Langue : (en)
- Pays :  États-Unis

## Distribution

### Version originale
- Eddie Holden : Toby Tortoise (Toby la tortue)
- Ned Norton : Max Hare
- Martha Wentworth : Jenny Wren
- Alice Ardell : lapin
- Leone Ledoux : lapin
- Marcellite Garner : lapin

### Version française
- Michel Vocoret : Toby, un spectateur
- Jean-Claude Donda : Max Hare
- Claude Chantal : Jenny Aigrette

## Commentaires
Le personnage de Jenny Wren est tiré de la Silly Symphony Qui a tué le rouge-gorge ? (1935) réalisé par David Hand et son aspect est inspiré de l'actrice américaine Mae West.